# Kamp Twilhaar
Kamp Twilhaar, ook wel Rijkswerkkamp Twilhaar, nabij Nijverdal was een werkkamp van de Rijksdienst voor de Werkverruiming, dat bedoeld was om werkloze mannen aan het werk te zetten op de Sallandse Heuvelrug.

## Werkverschaffing
In 1940 werd aan de Paltheweg een begin gemaakt met de bouw van het kamp. In 1941 kwamen de eerste arbeiders in het kamp, werkloze vissers uit Katwijk en Scheveningen kregen de opdracht een boomkwekerij aan te leggen, die de naam De Plantage droeg. Staatsbosbeheer had het toezicht over het project.

## Joodse periode
In april 1942 gebruikte de Duitse bezetter het kamp als schakel in de Endlösung der Judenfrage en moesten de werkloze zeelieden plaats maken voor Joodse mannen. Joden uit voornamelijk Groningen maar ook uit Tilburg en Amsterdam werden er verplicht tewerkgesteld en op die wijze geïsoleerd van hun familie. Op 2 oktober 1942 (Soekot) werden de mannen gedeporteerd naar Westerbork. Van daaruit werden zij naar Oost-Europese vernietigingskampen gestuurd, alwaar zij bijna allemaal om het leven kwamen.

## Latere periode
Tussen 1943 en 1945 huisvestte kamp Twilhaar grote gezinnen die door de Duitsers in het kader van de bouw van de Atlantikwall uit hun huis in de kuststreek verdreven waren. In 1945 verbleven er Nijverdalse gezinnen die door het geallieerde bombardement van 22 maart huis en bezittingen waren kwijtgeraakt.
In totaal werd gedurende de oorlogsjaren bij Twilhaar een gebied van ongeveer 20.000 vierkante meter ontgonnen. Het bos, dat later informeel het 'Jodenbos' werd genoemd, is pas na de oorlog door gewone werknemers aangelegd. Kamp Twilhaar werd in 1949 afgebroken.

## Herdenking
Aan het begin van de 21e eeuw werd door een werkgroep van Overijsselaars onderzoek gedaan naar het bestaan van kamp Twilhaar. Dit leidde in 2003 tot het oprichten van een herdenkingsmonument op de plaats waar van 1940 - 1947 het werkkamp lag. In 2012 werd een replica van de poort van het Rijkswerkkamp opgesteld en zijn de contouren van het kamp opnieuw zichtbaar gemaakt. Op de plaatsen waar barakken stonden is dit in het terrein door middel van zandlichamen aangegeven.